# سرمنشأ جهان
سرمنشأ جهان (به فرانسوی: L'Origine du monde)، یک نقاشی رنگ روغن روی بوم، اثر هنرمند معروف اهل فرانسه، گوستاو کوربه است که آن را در سال ۱۸۶۶ کشیده است. این نقاشی تصویر کلوزآپی از اندام تناسلی و شکم یک زن برهنه است که در بستر دراز کشیده و پاهای خود را گشوده است. در کادربندی نقاشی، بدن برهنهٔ زن، سر و بازوان او، و همین‌طور قسمت پایینیِ پاهایش خارج از مشاهدهٔ بیننده قرار دارد، و به‌این‌ترتیب بر جنبهٔ جنسی و شهوانی موضوع تأکید شده است.

## تاریخچه

### هویت مدلِ استفاده‌شده

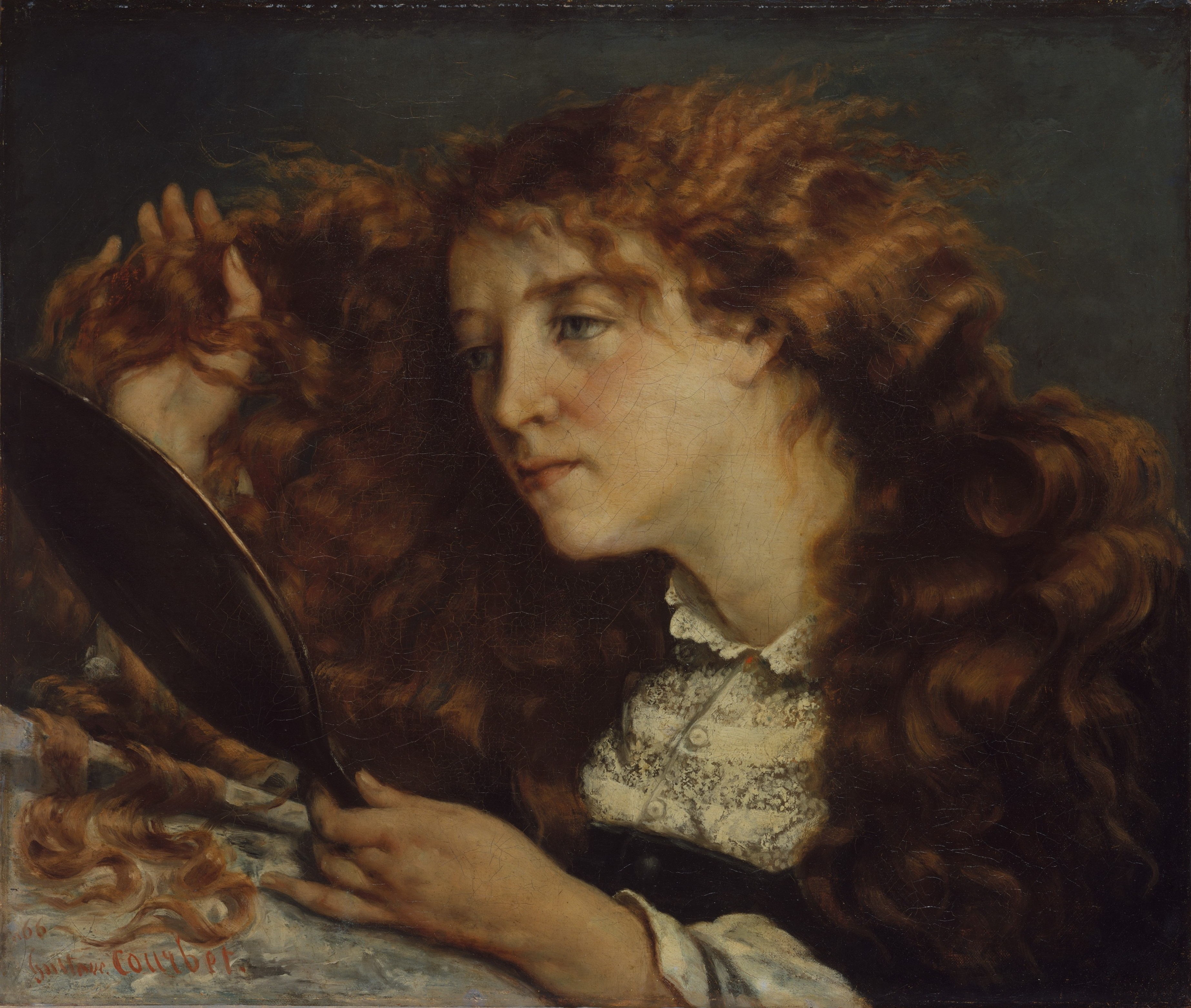
تابلو دختر خوشگل ایرلندی (پرترهٔ جو)، اثر گوستاو کوربه، نقاشی ای که چهرهٔ جوانا هیفرنان، که احتمالاً مدل تابلوی «سرمنشاء جهان» نیز بوده است را نشان می‌دهد.

هنگامی که این نقاشی کشیده شد، مدل مطلوب و مورد علاقهٔ کوربه زن جوانی به نام جوانا هیفرنان (به انگلیسی: Joanna Hiffernan) بود، که به اختصار با نام «جو» خوانده می‌شد. جو معشوقهٔ یک نقاش آمریکایی به اسم جیمز ویسلر بود که شاگرد کوربه به‌شمار می‌آمد.
کوربه در سال ۱۸۶۶، نقاشی دیگری به نام «دختر خوشگل ایرلندی» (به فرانسوی: La belle Irlandaise) کشید که این تابلو با عنوان «پرتره جو» نیز شناخته می‌شد و در این نقاشی نیز، مدل همان جوانا هیفرنان بود. اساساً کوربه در تمام طول زندگی حرفه‌ای خود، جمعاً ۴ پرتره از هیفرنان ترسیم نمود، که احتمالاً مدل شدن این زن برای تابلوی سرمنشاء جهان ممکن است توضیحی برای جدایی وحشیانه و خصمانهٔ کوربه از شاگردش ویسلر (نقاشی که عاشق جوانا بود)، دربرداشته باشد، واقعه‌ای که مدتی بعد اتفاق افتاد. ویسلر، مدتی بعد از این اتفاق به ایالات متحده بازگشت، و معشوقه اش جوانا هیفرنان را مطابق میل او ترک نمود.
امّا با وجود اینکه موی سر جوانا هیفرنان به رنگ قرمز است و در مقایسه با موهای ناحیه تناسلی که در تابلوی سرمنشاء جهان، دیده می‌شوند و رنگ تیره تری دارند، تا حدودی متفاوت به نظر می‌رسد، امّا با این وجود این فرضیه که هیفرنان، مدل مورد استفاده در این نقاشی بوده است، کاملاً قابل پذیرش است.
در رمانی به نام «من سرمنشاء جهان بودم» (به فرانسوی: J’étais l’origine du monde)، که سال ۲۰۰۰ میلادی و در فرانسه منتشر شده است، نویسندهٔ رمان یعنی کریستین اوربان، جوانا هیفرنان را روایتگر داستانی نموده است که طی آن وی (جوانا) شرح می‌دهد که چگونه شیفته و عاشق گوستاو کوربهٔ نقاش شده و چطور بدن خود را به عنوان مدل در اختیار او قرار داده است. بدین ترتیب این رمان به شرح مفصلی از نحوهٔ خلق این نقاشی معروف پرداخته است. همچنین برنارد تیسدره، در رمان دیگری به نام «رمان اصلی» (به فرانسوی: Le roman de l’origine) از منظر دیگری به همین موضوع نگریسته و شخصیت اصلی رمان خود را، نقاشی قرار داده که به جوانا هیفرنان پیشنهاد کرده بود که مدل نقاشی مذکور باشد.

### مالکان اثر

سمفونی سپیدی، شمارهٔ یک، دختر سفیدپوش که توسط جیمز ویسلر (نقاشی که عاشق جوانا بود) نقاشی شده است. این اثر، یکی دیگر از نقاشی‌هایی است که سیمای جوانا هیفرنان را نشان می‌دهد.

کمیسیونی که به تحقیق و بررسی دربارهٔ این اثر نقاشی پرداخته‌اند، اعتقادشان بر این است که نخستین صاحب تابلوی سرمنشأ جهان، یک دیپلمات ترک به نام خلیل بیگ بوده، که سفیر سابق امپراتوری عثمانی در آتن و سن پترزبورگ به‌شمار می‌آمده است. وی مدت کوتاهی پس از آن که به پاریس نقل مکان می‌کند، توسط یک منتقد ادبی به نام ساینت بوو Sainte - Beuve به کوربه معرفی می‌گردد. وی پس از آشنایی با کوربه به وی سفارش می‌دهد که جهت او یک نقاشی برای افزودن به مجموعه شخصی‌اش تهیه نماید. کلکسیون شخصی خلیل بیکِ تُرک، مشتمل بر برخی نقاشی‌های شهوانی و جنسی بود و از جمله تابلوی مشهور Le Bain turc یا حمام ترکی که از مشهورترین آثار ژان اگوست دومینیک انگر است و نیز نقاشی دیگری از کوربه، به نام Les Dormeuses، یا خوابندگان را در برمی گرفت. توضیح اینکه یکی از دو زن کاملاً برهنه‌ای که در تابلوی خوابندگان در حال خوابیدن به چشم می‌خورند، همان جوانا هیفرنان، مدل نقاشی سرمنشاء جهان بود.
امّا بعد از اینکه وضعیت مالی خلیل بیگ بر اثر باختهای مکرر او در قمار خراب شد و وی ناچار به فروش کلکسیون خصوصی خویش گردید، نقاشی مذکور نیز متعاقباً از طریق برخی دیگر از مجموعه داران خصوصی تصاحب گردید. نخستین بار و در جریان فروش مجموعهٔ شخصی خلیل بیگ در سال ۱۸۶۸، این تابلو نخستین شیء از کلکسیون خلیل بیگ بود که توسط یک نفر فروشندهٔ عتیقه به نام آنتوان د لا نارده خریداری گردید. تا اینکه در سال ۱۸۸۹ ادموند د گانکورت، نویسنده، ناشر و منتقد ادبی فرانسوی، روزی این اثر برجستهٔ هنری را در یک مغازه عتیقه فروشی پیدا کرد، آن هم در حالیکه این تابلو در پشت چندین قاب چوبی مزین به نقاشی‌های مختلف، اعم از قلعه یا کلیسا یا چشم‌انداز برفی و… پنهان و مدفون شده بود. بنا به گفتهٔ رابرت فرنیر، بعد از این، و در سال ۱۹۱۰، یک کلکسیونر (مجموعه دار) اهل مجارستان، به نام «بارون فرنک هاتوانی»، اقدام به خرید این تابلو از گالری برنهایم ژون Bernheim - Jeune نمود و آن را با خود به بوداپست منتقل ساخت.
در اواخر جنگ جهانی دوم این نقاشی توسط نیروهای ارتش سرخ (اتحاد شوروی) به تاراج رفت، اما بعد از جنگ، هنگامیکه در جریان انجام یک مراسم فدیه (خریدن و آزاد کردن یا همان اعتاق عربی)، بارون هاتوانی که به شوروی مهاجرت کرده بود، اجازه یافت تا تنها یک اثر هنری را به همراه خود ببرد، او تنها همین تابلو «سرمنشاء جهان» را برگزید و آن را با خود به پاریس بازگرداند.
در سال ۱۹۵۵ تابلوی سرمنشأ جهان در جریان یک حراج به قیمت ۱٫۵ میلیون فرانک فروخته شد. مالک جدید آن یک روانکاو به نام ژاک لاکان بود. این روانکاو به همراه همسر خود، که یک بازیگر فرانسوی به نام سیلویا بتایله بود، تابلوی مذکور را در منزل شخصی خود که در منطقه‌ای از فرانسه به نام گیترانکورت Guitrancourt واقع بود، نصب نمودند. ژاک لاکان همچنین از نابرادری خود که یک نقاش به نام آندره میسون بود، خواست که به منظور حفظ این تابلوی نفیس، برای آن یک قاب دو جداره بسازد و همچنین از وی درخواست نمود که نسخهٔ دیگری از روی این تصویر تهیه نماید. میسون یک نسخهٔ سوررئالیستی که به‌طور تلویحی به تابلو سرمنشأ جهان اشاره داشت، از آن تهیه نمود.
در سال ۱۹۸۸ و در جریان یک عرضهٔ عمومی آثار نقاشی در نیویورک، فرصتی برای تحسین همه جانبهٔ این اثر منحصربه فرد ایجاد نمود. در این سال، یک نمایش عمومی از آثار کوربه در موزه بروکلین نیویورک انجام گردید. همچنین در سال ۲۰۰۸ نیز این نقاشی در نمایشگاهی که از آثار گوستاو کوربه در موزه هنری متروپولیتن برگزار شد، به نمایش گذاشته شد و مورد تحسین قرار گرفت.
لازم به توضیح است که پس از درگذشت ژاک لاکان (روانکاوی که آخرین مالک این اثر بود) در سال ۱۹۸۱، وزیر اقتصاد و امور مالی فرانسه در مورد انتقال این تابلو به موزه اورسی (موزه نقاشی و مجسمه‌سازی پاریس)، به حل و فصل مسائل موجود با خانوادهٔ لاکان پرداخت و در نهایت با توجه به لایحه مالیات بر ارث که در قانون فرانسه از طریق انتقال آثار هنری هم انجام می‌پذیرد، با خانواده این روانکاو به توافق رسید و بدین ترتیب روند انتقال تابلو «سرمنشاء جهان» به موزه اورسی، در سال ۱۹۹۵ نهایی گردید.

## تأثیرات رئالیستی اثر
تابلوی سرمنشاء جهان، در عصری خلق گردید که ارزش‌های اخلاقی به شدت مورد پرسش قرار گرفته بودند. این تابلو با وجود ماهیت واقعی و رئالیستی که دارد، و با توجه به اینکه به گونه‌ای عریان بر تمایلات جنسی و شهوانی دست نهاده است، نقاشی ای است که هنوز هم قدرت شوکه‌کنندگی خود را حفظ کرده است. به عنوان نمونه، در ۲۳ فوریهٔ سال ۲۰۰۹، نسخه‌های تعداد کمی از یک کتاب که تابلوی «سرمنشاء جهان» به عنوان طرح روی جلد آن‌ها برگزیده شده بود، توسط پلیس منطقهٔ براگا واقع در پرتغال، به عنوان نمونه‌ای از اشاعهٔ «پورنوگرافی عمومی» توقیف گردیدند.

### جنبه‌های تحریک آمیز اثر
مهم‌ترین فعالان نقاشی که در طول قرن ۱۹ میلادی، از طریق نمایش بدن برهنه در آثارشان انقلابی در این عرصه برپا نمودند، کوربه و مانه بودند. کوربه ضمن ارائهٔ نقاشی‌های آکادمیک و دانشگاهی پسند، بر ارائهٔ شکلی صریح و هموار از نوعی برهنگی آرمان‌گرا تأکید نمود، اما همچنین او در عین حال در آثار خویش به‌طور مستقیم کنوانسیون‌ها و قراردادهای اجتماعی ریاکار مربوط به امپراتوری دوم فرانسه که در آن‌ها تمایلات جنسی و آثار پورنوگرافی حتی در نقاشی‌های اساطیری و مربوط به خدایان قابل قبول بودند را دوباره در نقاشی‌های خود به کار گرفت.
کوربه بعدها به تأکید و اصرار بر این نکته پای فشرد که هرگز در نقاشی‌های خود دروغ نگفته است، و رئالیسم و واقع گرایی خاص او صرفاً محدود به تمام آن چیزی می‌شود که به چشم می‌آید و قابل عرضه است. در واقع کوربه با خلق تابلوی «سرمنشاء جهان»، اثری پدیدآورده است که جنبهٔ تحریک‌کنندگی جنسی آن [در فرهنگ غربی]، حتی بیش از تحریکات جنسی است که از مشاهدهٔ نقاشی صریح و واقع گرایانهٔ المپیا اثر مانه حاصل می‌شود. ماگزیم دو کمپ، در جریان سخنرانی طولانی و شدیداللحن خود، که حاوی گزارشی از ملاقات‌هایش با خریداران این تابلو بود، نظر صریح خود در مورد این نقاشی را چنین بیان نمود: «این اثر در عرصهٔ رئالیسم، حرف آخر را می‌زند.»

### تأثیرگذاری‌های اثر

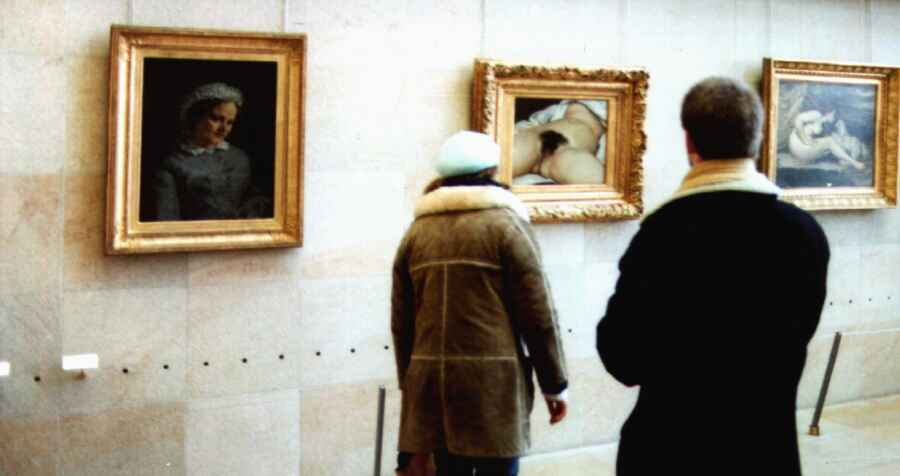
تابلوی سرمنشاء جهان در موزه اورسی.

صراحت و رک گویی این تصویر ممکن است به نوعی الهام بخش شکل‌گیری برخی آثار دیگر نیز شده باشد. تأثیرگذاری که البته گاهی سرراست نبوده یا با نوعی طنز و شوخی همراه بوده است. برای نمونه آخرین کار بزرگ مارسل دوشان (۱۹۴۶–۱۹۶۶) موسوم به donnés Étant، خلق تصویر زنی است که به پشت دراز کشیده است و در حالتی که چراغی در دست دارد، پاهای خویش را به گونه‌ای شبیه به اثر کوربه گشوده است. en:File:Etant donnes.jpg
در ماه فوریه سال ۱۹۹۴، یک رمان به نام عشق ورزی دائمی Adorations perpétuelles که توسط ژاک هنریک نوشته شده بود، از نقاشی «سرمنشأ جهان» روی جلد خود استفاده کرد و بدین ترتیب آن را تکثیر نمود. اما پلیس فرانسه کتابفروشی‌هایی که این کتاب را در ویترین فروشگاه‌های خود و برای بازدید خریداران گذاشته بودند را وادار کرد که آن را از ویترین‌های خود بردارند. مالکان چند کتابفروشی از جمله کتابفروشی رم که در کلرمون فران واقع بود، حاضر به برداشتن کتاب‌ها نشدند، اما بقیهٔ کتابفروشی‌ها، مانند کتابفروشی لس ساندالیس امپدوکل واقع در بزانسون، از دستور پلیس پیروی کردند و به‌طور داوطلبانه نسبت به حذف کتاب از ویترین‌های فروش خود اقدام نمودند. نویسندهٔ کتاب مذکور با مشاهدهٔ این رویدادها بسیار متأثر گردید و طی بیانیه‌ای اعلام کرد:
 تا چند سال پیش، کتابفروشی‌ها به عنوان یک اهرم ضد سانسور عمل می‌کردند و مثلاً هنگامی که وزارت کشور فرانسه، در سال ۱۹۷۰ کتاب پیر گویوتات با عنوان: بهشت، بهشت، بهشت را، قدغن نمود، کتابفروشی‌ها یکی از نقاط اصلی مقاومت در برابر این تصمیم بودند، امّا امروز و در مواجهه با کتاب من (عشق ورزی ابدی)، آن‌ها تن به سانسور داده‌اند.
همچنین در فوریه ۲۰۰۹ نیز، وضعیت مشابهی در کشور پرتغال رخ داد و آن در زمانی بود که پلیس پرتغال نسبت به جمع‌آوری و مصادرهٔ کتاب پورنو کراتای"Pornocratie" که اثری از کاترین بریا بود، اقدام نمود. این کتاب نیز در نمایشگاه‌ها و فروشگاه‌های کتاب، با جلدی که بر آن نقاشی «سرمنشاء جهان» نقش شده بود، عرضه گردیده بود. این اقدام پلیس که بروز جنجال بسیاری را موجب گردید، با توجیه ضرورت حفظ نظم عمومی صورت پذیرفت. بخصوص که جلد و عنوان کتاب به گونه‌ای نادرست از محتوای پورنوی آن خبر می‌داد و در پرتغال قانون منع نمایش عمومی پورنوگرافی از این قبیل انتشارات جلوگیری به عمل می‌آورد.
در مجموع اگرچه استانداردهای اخلاقی و نتایج این استانداردها در طی حدوداً یک و نیم قرن که از خلق این تابلو می‌گذرد، تغییر کرده است و اگرچه بخصوص به دلیل گسترش و پیشرفت عکاسی و سینما، تابوهای بسیاری در مورد نمایش هنری برهنگی شکسته شده است، امّا با وجود این موارد، نقاشی گوستاو کوربه همچنان اغواگر و تحریک آمیز باقی مانده است. در واقع تلاش برای انتقال و ورود آن به موزه اورسی پاریس را نیز، باید ناشی از هیجان بالایی دانست که هنوز هم بر اثر مشاهدهٔ این اثر به بیننده منتقل می‌شود.
یکی دیگر از اثربخشی‌های این تابلو، کار تانجا استوویچ نقاش سبک هنر اجرا، اهل صربستان است، که بر مبنای این تابلو، در سال ۲۰۰۵ این پوستر  را تهیه کرده است.
تابلوی «سرمنشأ جهان» با توجه به فروش بسیار بالای کارت پستالی که به همین نام از روی آن تهیه شده است، محبوب‌ترین نقاشی موجود در موزهٔ اورسی، پس از تابلوی معروف رنوار موسوم به رقص در مولن دلا گالت می‌باشد.
این تصویر همچنین مرجع الهام بخش فیلمی است که کاترین بریا در سال ۲۰۰۴ بر مبنای ساختمان و عملکرد دستگاه تناسلی زن ساخته است. این فیلم آناتومی دوزخ یا به فرانسوی: Anatomie de l'enfer نام دارد.
همچنین در سال ۲۰۱۰، آهنگساز انگلیسی، تونی هیماس یک سوئیت موزیکال (مجموعهٔ موسیقی) با عنوان De l'origine du monde یا همان «منبع یا سرچشمهٔ دنیا» (سرمنشاء جهان) تصنیف کرده است که به همین تابلو و همچنین به روابط میان کوربه و کمون پاریس اختصاص دارد. این مجموعهٔ موسیقی بر اساس متونی شکل گرفته است که توسط خود کوربه، چارلز بودلر، پیر دوپانت و کریستین تراتینگ نوشته شده بوده‌اند. در خلق پروژهٔ مربوط به این مجموعه که توسط شرکت ضبط آثار موسیقی ناتو منتشر شده است، تصویرگرانی مانند دانیل کاکوالت، سایمون گوینارد فلیپوت، روکو، استفان کوروازیه، زو، الوئی والات، جین پوچول، بنجامین بوکت، سیلویه فونتاین، کلوئه کروچاودت، استفان لوالویس، ناتالی فرلوت، هریک در بخشی از این پروژه همکاری داشته‌اند.